# Carrie Coon
Carrie Alexandra Coon (24 de janeiro de 1981), é uma atriz americana. Foi nomeada ao Prêmio Tony por sua performance na peça Quem tem Medo de Virginia Woolf? (2012). Em 2014, ela entrou para o elenco de The Leftovers e interpretou Margo "Go" Dunne no filme Gone Girl, pelo qual recebeu uma indicação ao prêmio de Melhor Atriz Coadjuvante da Phoenix Film Critics Society.

## Carreira
Após se mudar para Chicago, Coon começou a aparecer em apresentações com a Companhia de Teatro Steppenwolf. Seus créditos no teatro incluem Brontë, Our Town, Anna Christie, O Diário de Anne Frank, Misalliance, The Night of the Iguana, O Mercador de Veneza, Measure for Measure, The Matchmaker, Romeu e Julieta e Júlio César. em 2010 Coon estrelou como mel na produção Steppenwolf Theatre de Quem tem Medo de Virginia Woolf?, e em 2012 fez sua estreia na Broadway no mesmo papel.  Por seu papel, foi indicada a um prêmio Tony de Melhor Atriz em Peça Dramática. Filha de Paula (nascida Ploenes) e John Coon.
Coon fez sua estreia na tela em um episódio da minissérie da NBC, "The Playboy Club", em 2011. Mais tarde, ela estreiou em Law & Order: Special Victims Unit, Ironside e  Intelligence. Depois de sua indicação ao Tony, Coon foi escalada como uma das personagens principais da série dramática da HBO, The Leftovers, ao lado de Justin Theroux, Amy Brenneman e Ann Dowd. Mais tarde, fez sua estreia no cinema em Gone Girl.baseado no livro de Gillian Flynn, dirigido por David Fincher e estrelado por Ben Affleck e Rosamund Pike.

## Filmografia

### Filmes
| Ano  | Titulo                      | Personagem         | Notas |
| ---- | --------------------------- | ------------------ | --- |
| 2012 | One in a Million            | Bix                | |
| 2014 | Gone Girl                   | Margo "Go" Dunne   | Indicações Phoenix Film Critics Society Award de Melhor Atriz Coadjuvante |
| 2018 | Avengers: Infinity War      | Próxima Meia Noite | Personagem da Ordem Negra de Thanos |
| 2019 | Avengers: Endgame           | Próxima Meia Noite | Personagem da Ordem Negra de Thanos |
| 2020 | The Nest                    | Alisson            | Pendente Chicago Film Critics Association de melhor atriz Florida Film Critics Circle de melhor atriz Gotham Award de melhor atriz Indiana Film Journalists Association Award de melhor atriz |
| 2021 | Ghostbusters: Afterlife     | Callie Spengler    | |
| 2023 | Boston Strangler            | Jean Cole          | |
| 2023 | His Three Daughters         | Katie              | |
| 2023 | Another Happy Day           | Irene              | |
| 2024 | Ghostbusters: Frozen Empire | Callie Spengler    | |
| 2024 | Lake George                 | Phyllis            | |

### Televisão
| Ano           | Titulo                            | Personagem               | Notas                                                    |
| ------------- | --------------------------------- | ------------------------ | -------------------------------------------------------- |
| 2011          | The Playboy Club                  | Doris Hall               | Episódio: "An Act of Simple Duplicity"                   |
| 2013          | Law & Order: Special Victims Unit | Talia Blaine             | Episódio: "Girl Dishonored"                              |
| 2013          | Ironside                          | Rachel Ryan              | Episódio: "Pilot"                                        |
| 2014          | Intelligence                      | Luanne Vick              | Episódio: "Patient Zero"                                 |
| 2014–2017     | The Leftovers                     | Nora Durst               | Personagem Principal                                     |
| 2017          | Fargo                             | Gloria Burgle            | Indicada Emmy de melhor atriz em minissérie ou telefilme |
| 2018          | The Sinner                        | Vera Walker              | Papel principal (segunda temporada)                      |
| 2021          | What If...?                       | Próxima Meia Noite (voz) | 1 episódio                                               |
| 2022–presente | The Gilded Age                    | Bertha Russell           | Papel principal                                          |
| 2025          | The White Lotus                   |                          | Terceira temporada                                       |

### Teatro
| Ano  | Titulo                          | Função | Notas                                                                     |
| ---- | ------------------------------- | ------ | ------------------------------------------------------------------------- |
| 2010 | Who's Afraid of Virginia Woolf? | Honey  | Steppenwolf Theatre Company                                               |
| 2012 | Who's Afraid of Virginia Woolf? | Honey  | Booth Theatre Indicada Tony Award de melhor atriz coadjuvante em uma peça |